# 오지훈 (강사)
오지훈(1975~)은 메가스터디교육 소속 지구과학 인터넷 강사(2020.12~)이자 에스와이퍼블리싱의 대표(2017.12.~)이다. 연세대학교 교육대학원 석사 학위를 받았다. 과거 강남구청 인터넷 수능방송 강사(2007.12~2015.12), 이투스 과학탐구 영역 강사(2009.12.~2020.11), 등을 하였다.

## 같이 보기
- 현우진
- 조정식 (강사)
- 최인호 (강사)
- 이다지
- 메가스터디교육